# 湯浅与三
湯浅 与三（ゆあさ よぞう、1902年（明治35年）5月16日 - 1977年（昭和52年）12月17日）は、日本の牧師である。
湯浅治郎と湯浅初子の第13子として京都府に生まれる。1910年（明治43年）に東京府に移り、日本組合基督教会霊南坂教会に通う。1919年（大正8年）11月16日、霊南坂教会牧師小崎弘道から洗礼を受ける。その後、青山学院（旧制）高等学部を卒業して米国へ留学し、オーバリン大学神学部を卒業、1931年（昭和6年）に帰国する。1940年（昭和15年）、按手礼を受け牧師になる。佐久、沼田の教会の牧師をした後、初台教会に移った。墓所は多磨霊園。

## 著書
- 『小崎全集』1941年
- 『伸びゆく教会』1941年
- 『基督にある自由を求めて』1958年
- 『小崎弘道先生の生涯』1967年
- 『日本の教化』1968年